# KTM RC16
Die KTM RC16 ist ein Rennmotorrad von KTM und wird seit 2017 in der MotoGP-Klasse, der höchsten Prototypen-Kategorie der FIM-Motorrad-Straßenweltmeisterschaft, eingesetzt.
Die RC16 nutzt einen neu entwickelten V4-Motor, die gleiche Bauart wie bei Konkurrent Aprilia, und abweichend von den V2-Motoren der Serienmodelle von KTM.

## Entwicklung
Die Entwicklung des Motorrades findet in Mattighofen und Munderfing statt. Nachdem man im Juli 2015 den Motor einem Test auf dem Prüfstand unterzog, absolvierte KTM Ende Oktober 2015 ein erstes sogenanntes Roll-Out. Der Testfahrer Alex Hofmann fuhr das Motorrad drei Tage auf dem Red Bull Ring in Österreich.
Zwischen November 2015 und Juni 2016 wurde die Maschine auf den spanischen Rennstrecken Circuit Ricardo Tormo und Circuito de Jerez sowie in Italien auf dem Misano World Circuit Marco Simoncelli und in Tschechien auf dem Automotodrom Brno getestet. Als Fahrer kamen neben Alex Hofmann der Finne Mika Kallio, der Franzose Randy De Puniet und der Tscheche Karel Abraham zum Einsatz.
Vom 19. bis zum 20. Juli 2016 wurden Testfahrten auf dem Red Bull Ring abgehalten. Hierbei trat das KTM-Werksteam zum ersten Mal gegen einige andere MotoGP-Teams an. Als Fahrer wurden Mika Kallio und Thomas Lüthi eingesetzt. Die erste Rennsimulation wurde Ende August 2016 bei privaten Testfahrten in Misano durchgeführt.

## Präsentation
Das Rennwochenende zum Großen Preis von Österreich nahm KTM zum Anlass, das Motorrad der Öffentlichkeit zu präsentieren. Am Samstag, den 13. August 2016 wurde die Maschine enthüllt. Das Design ist in den Farben des Hauptsponsors Red Bull und den KTM-Farben gehalten. Am folgenden Sonntag fuhren die beiden Testfahrer Alex Hofmann und Mika Kallio dann einige Demorunden auf dem Red Bull Ring.

## Technik
Von Beginn an setzt KTM, wie alle anderen Hersteller in der MotoGP-Klasse, ein sogenanntes „Seamless-Getriebe“ ein. Damit ist es möglich, die Gänge ohne Zugkraftunterbrechung zu wechseln. Als Fahrgestell wählte man einen Stahl-Gitterrohrrahmen. Der Auspuff kommt vom slowenischen Hersteller Akrapovič; die Dämpferelemente liefert die aus Österreich stammende Firma WP Suspension.

## Renneinsätze

### 2016
- Im letzten Rennen der Saison in Valencia startete Mika Kallio mit einer Wildcard. Aus der 7. Startreihe von Platz 20 ging Kallio ins Rennen. Nach elf Runden musste er wegen technischem Defekt am Hinterradsensor in die Box fahren und das Rennen aufgeben.[11]

### 2017
- Die erste komplette Saison mit der Maschine bestreiten der Brite Bradley Smith und der Spanier Pol Espargaró.

## Statistik
| Saison | Team                        | Startnummer | Fahrer        | Rennen | Siege | Zweiter | Dritter | Poles | schn. Runden | WM-Punkte | WM-Platz |
| ------ | --------------------------- | ----------- | ------------- | ------ | ----- | ------- | ------- | ----- | ------------ | --------- | -------- |
| 2016   | Red Bull KTM Factory Racing | 36          | Mika Kallio   | 1      | —     | —       | —       | —     | —            | —         | 28.      |
| 2017   | Red Bull KTM Factory Racing | 38          | Bradley Smith | 17     | —     | —       | —       | —     | —            | 29        | 21.      |
| 2017   | Red Bull KTM Factory Racing | 44          | Pol Espargaró | 18     | —     | —       | —       | —     | —            | 55        | 17.      |
| 2018   | Red Bull KTM Factory Racing | 38          | Bradley Smith | 18     | —     | —       | —       | —     | —            | 38        | 18.      |
| 2018   | Red Bull KTM Factory Racing | 44          | Pol Espargaró | 15     | —     | —       | 1       | —     | —            | 51        | 14.      |
| 2019   | Red Bull KTM Factory Racing | 5           | Johann Zarco  | 13     | —     | —       | —       | —     | —            | 30        | 18.      |
| 2019   | Red Bull KTM Factory Racing | 44          | Pol Espargaró | 19     | —     | —       | —       | —     | —            | 100       | 11.      |
| 2019   | Red Bull KTM Factory Racing | 82          | Mika Kallio   | 6      | —     | —       | —       | —     | —            | 7         | 26.      |